# Roseli Feitosa
Roseli Amaral Feitosa (ur. 15 kwietnia 1989 w São Paulo) – brazylijska pięściarka, złota medalistka mistrzostw świata kobiet.

## Kariera
W 2010 roku zdobyła złoty medal na mistrzostwach świata w  Bridgetown na Barbadosie. Zakwalifikowała się do Letnich Igrzysk Olimpijskich 2012 w zawodach wagi średniej, ale została pokonana w pierwszej rundzie przez Li Jinzi.